# Mông (họ)
Mông là một họ của người Trung Quốc (chữ Hán: 蒙, Bính âm: Meng). Trong danh sách Bách gia tính họ này xếp thứ 282.

## Người Trung Quốc họ Mông nổi tiếng
- Mông Chu, nhà tư tưởng Đạo gia
- Dòng họ danh tướng Mông Ngao, Mông Vũ, Mông Điềm, Mông Nghị của Tần Thủy Hoàng
- Mông Thiên Phóng, nhân vật chính trong tiểu thuyết Cổ kim đại chiến Tần dũng tình
- Mông Đức Duy, người thừa kế tập đoàn ‘’Baotou nội Mông’’
- Mông Đắc Ân, thừa tướng trong triều đình Thái Bình Thiên Quốc
- Mông Gia Tuệ, diễn viên Hồng Kông
- Mông Thế Long

Và cả dân tộc Tày, Nùng tại Việt Nam
ngoài ra họ này cũng đã du nhập vào Việt Nam, một số người dân tộc thiểu số có họ Mông này như dân tộc Nùng